# الدوار الخامس (عمان)
دوار الخامس يقع غرب عمان بين الدوار الرابع والسادس على شارع زهران. يمكن الذهاب منه إلى منطقة عبدون وإلى جبل عمان، يقع إلى جنوبه فندق شيراتون عمان وشماله فندق فورسيزونز عمان. يقع في منطقة قلب عمان وهو أحد أهم الميادين فيها. يمكن الصعود منه شرقاً إلى جسر عبدون عبر الدوار الرابع.